# Stefano Bontade
Stefano Bontade (Palermo, 23 april 1939 – 23 april 1981) was een machtig lid van de Siciliaanse maffia.
Sommige bronnen spellen zijn achternaam Bontate. Hij was lid van de maffiafamilie Santa Maria di Gesù in Palermo. Er werd beweerd dat hij nauwe banden onderhield met diverse politici, waaronder Giulio Andreotti. In 1981 werd hij gedood door de rivaliserende factie binnen Cosa Nostra, de Corleonesi. Zijn dood leidde tot een maffiaoorlog die honderden maffiosi het leven kostte.